# جوئتسو، نیگاتا

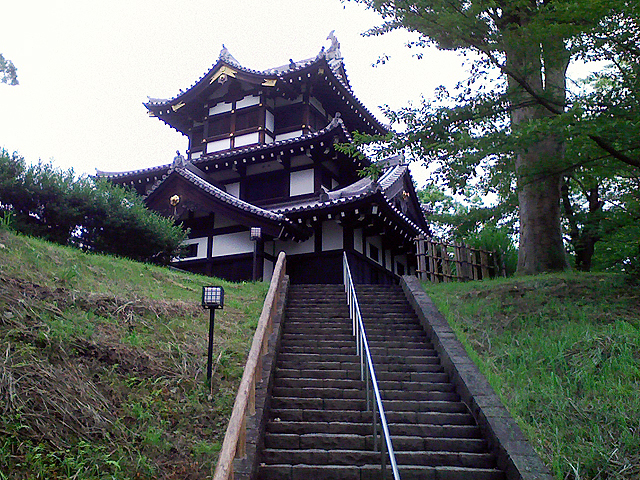
شهر خاص: قصر تاکادا

جوئتسو (به ژاپنی: 上越市 Jōetsu-shi) شهری از استان نیگاتا، در ژاپن است.
بر اساس آمار ۱ ژوئن ۲۰۱۱، جمعیت این شهر ۲۰۵٬۵۲۱ نفر، با ۷۲٬۹۸۲ خانوار و تراکم جمعیتی ۲۱۱٬۱۵ نفر در کیلومتر مربع تخمین زده شده‌است. مساحت این منطقه، ۹۷۳٫۳۲ کیلومتر مربع است.
این شهر در ۲۹ آوریل ۱۹۷۱ با ادغام شهرهای تاکادا و نااوتسو تأسیس شده‌است. این شهر تا ۳۱ دسامبر ۲۰۰۴، بخش عمده‌ای از منطقهٔ از بین رفتهٔ ناکاکوبیکی محسوب می‌شد.
در ۱ ژانویهٔ ۲۰۰۵، شهرک یاسوزوکی و روستاهای ماکی، اوشیما و اوراگاوا (همگی از ناحیهٔ هیگاشاکوبیکی)؛ شهرک‌های ایتاکورا، کاکیزاکی، اوگاتا و یوشیکاوا، روستاهای کیوساتو، کوبیکی، ناکاگو و سانوا (همگی از ناحیهٔ ناکاکوبیکی)؛ و شهرک ناداچی (از ناحیهٔ ناشیکوبیکی) در جوئتسو ادغام شدند. اکنون جوئسو به نواحی از بین رفتهٔ هیگاشیکوبیکی و نیشیکوبیکی نیز توسعه داده شده‌است.